# Baerida
Беридові (Baerida) — ряд морських тварин класу Вапнякові губки (Calcarea).

## Класифікація
Має три родини:
- Baeriidae Borojevic, Boury-Esnault & Vacelet, 2000
- Lepidoleuconidae Vacelet, 1967
- Trichogypsiidae Borojevic, Boury-Esnault & Vacelet, 2000